# Rachele Guidi
Donna Rachele Guidi (Predappio ,11 de abril de 1890 – Forlì, 30 de outubro de 1979) foi esposa do ditador italiano Benito Mussolini.

## Biografia
Rachele Guidi em Predappio, Romagna, Reino da Itália; proveniente de uma família de camponeses, foi filha de Agostino Guidi e sua esposa Anna Lombardi. Após a morte de seu pai, sua mãe tornou-se amante do viúvo Alessandro Mussolini.
Em 1910, Rachele Guidi foi morar com Benito Mussolini. Em 1914, Mussolini se casou com sua primeira esposa, Ida Dalser. Embora os registros deste casamento foram destruídos pelo governo de Mussolini, um decreto da cidade de Milão ordenando a Mussolini efetuar pagamentos de subsistência a "sua esposa Ida Dalser" e seu filho foi esquecido. Pouco antes de seu filho com Ida Dalser, Benito Albino Mussolini, nascer, Rachele Guidi e Benito Mussolini se casaram em uma cerimônia civil em Treviglio, Lombardia, em 17 de dezembro de 1915. Em 1925, eles renovaram seus votos em um serviço religioso (após a ascensão de Mussolini ao poder).
Guidi deu cinco filhos a Benito Mussolini e estava disposta a ignorar suas diferentes amantes. Rachele e Benito Mussolini tiveram duas filhas, Edda (1910-1995) e Anna Maria (1929-1968), e três filhos Vittorio (1916-1997), Bruno (1918-1941), e Romano (1927-2006).
Muitas fontes concordam que Donna Rachele tinha um temperamento forte e autoritário, às vezes até mais do que o marido quando, por exemplo, se opôs a qualquer ato de clemência em favor do genro Galeazzo Ciano, após o Processo de Verona e isso piorou seu relacionamento com sua filha Edda, que a chamou de "a verdadeira ditadora da casa"; e também nos últimos meses de 1943 em que passou a conversar todas as noites por duas horas com Guido Buffarini Guidi, Ministro do Interior da República Social Italiana, pedindo mais rigor, a fim de restaurar a ordem interna.
Durante o regime fascista de Mussolini, Rachele foi retratada como um modelo de dona de casa e mãe fascista. Ela permaneceu fiel a Mussolini até o fim. Mas, em 28 de abril de 1945, ela não estava com Mussolini, quando ele e sua amante, Claretta Petacci, foram capturados e executados por guerrilheiros italianos. Guidi tentou fugir da Itália após a Segunda Guerra Mundial, mas, em abril de 1945, ela foi presa em Como, perto da Suíça, pelos guerrilheiros italianos. Ela foi entregue aos estadunidenses e mantida na ilha de Ísquia, porém seria libertada depois de vários meses.
Em sua vida posterior, Rachele Guidi criou um restaurante em seu vilarejo natal de Predappio, onde servia ela mesma pratos de massas. Também recebeu uma pensão da República Italiana até sua morte. Após a execução de seu marido, ela pediu o corpo para um enterro privado.

## Publicações
Com Albert Zarca, ela escreveu uma biografia de seu marido, traduzida em inglês como Mussolini: An Intimate Biography.